# اوکه فریدل
اوکه فریدل (انگلیسی: Åke Fridell؛ ۲۳ ژوئن ۱۹۱۹ – ۲۶ اوت ۱۹۸۵) بازیگر اهل کشور سوئد بود.

## قسمتی از فیلمشناسی
- بر عشق ما می‌بارد - ۱۹۴۶
- کشتی برای هند - ۱۹۴۷
- زندان - ۱۹۴۹
- شماره ۱۷ - ۱۹۴۹
- خاک‌اره و پولک - ۱۹۵۳
- تابستان با مونیکا - ۱۹۵۳
- لبخندهای یک شب تابستانی - ۱۹۵۵
- مهر هفتم - ۱۹۵۷
- توت‌فرنگی‌های وحشی - ۱۹۵۷
- چهره - ۱۹۵۸
- بمبی بیت و من - ۱۹۶۸
- مهاجران - ۱۹۷۱
- داستان تراژدیک هملت - شاهزادهٔ دانمارک - ۱۹۸۵